# Atacul cu rachete asupra orașului Dnipro la 21 noiembrie 2024
În dimineața zilei de 21 noiembrie 2024, în timpul Invaziei Ucrainei, trupele ruse au lansat un alt atac cu rachete asupra orașului Dnipro (Nipru), folosind rachete de diferite tipuri. Potrivit armatei ucrainene, în timpul atacului au fost folosite șapte rachete Kh-101 și o rachetă Kh-47M2 Kinjal.
Pentru prima dată, Rusia a folosit o nouă rachetă balistică cu rază intermediară de acțiune concepută pentru a transporta focoase nucleare pentru atac Oreșnik. Reprezentanții Ucrainei au anunțat inițial utilizarea unei rachete balistice intercontinentale.

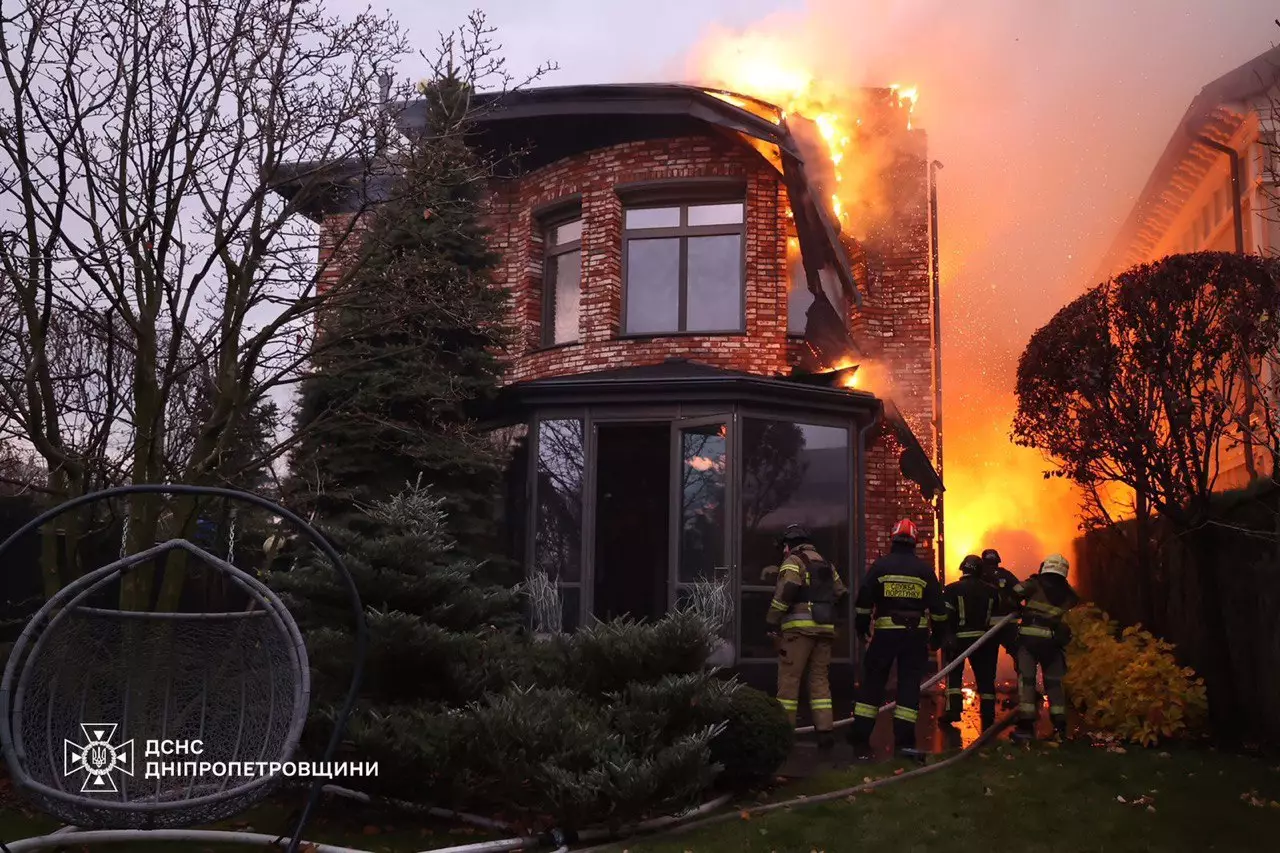
Casă distrusă în atac

Rusia ar fi avertizat SUA cu 30 de minute înainte de lansarea rachetei Oreșnik asupra Ucrainei.
Potrivit surselor ruse, ținta atacului a fost principala fabrică de producție de rachete din Ucraina, PA Pivdenmaș.
Conducătorul regiunii Dnepropetrovsk, Serghei Lîsak, a declarat că, în urma atacului rusesc, o instalație industrială a fost avariată, două case particulare au fost avariate, iar în una dintre ele a izbucnit un incendiu.
Mai multe surse au indicat locul de lansare ca fiind locul de testare Kapustin Yar din regiunea Astrahan, ceea ce ar indica raza de zbor a rachetei de 800-850 de kilometri.
Ambasadorii din cadrul Consiliului NATO-Ucraina se reunesc la Bruxelles la 26 noiembrie 2024 pentru a discuta despre acest atac.